# سن-سیمون-له-مین، کبک
سن-سیمون-له-مین (به فرانسوی: Saint-Simon-les-Mines) شهری در منطقه شهری بوس-سارتیگان ناحیه شودییر-آپالاش در استان کبک کانادا است. در سرشماری سال ۲۰۱۱ این شهر ۴۵۸ نفر جمعیت داشته‌است و مساحت آن ۴۴٫۸ کیلومتر مربع است.